# Guandacol
Guandacol es una localidad argentina del departamento Coronel Felipe Varela, al oeste de la provincia argentina de La Rioja.
Se encuentra muy cerca del límite con la provincia de San Juan, en el km 3728 de la Ruta Nacional 40, sobre el río La Troya.

## Toponimia
Guandacol significa "montaña de plata" en el lenguaje quechua clásico.

## Geografía
El distrito de Guandacol se encuentra ubicado al oeste de la provincia de La Rioja, a una distancia de 340 km de la ciudad capital, y a una altitud de 1050 m s. n. m., abarcando 3200 km²; extendiéndose sus límites, por el norte, desde Agua de los guandacolinos hasta el abra de los Varejones; al sur, al noroeste limita con la provincia de San Juan, al este, la sierra de San Antonio, Villa Unión y sierra de las Bolas que corren de norte a sur, Oeste lo separa la cortina de Los Andes altas cumbres que sirven de límites internacional a las provincias fronterizas, y por las mismas cumbres, de sur a norte tocan a este distrito los cerros la Bolsa. El Cepo, las Aguaditas, el Cuerno y descubrimiento.
Guandacol cuenta con las siguientes poblaciones: Santa Clara, que le sigue en población, Establecimiento San Bernardo, Los Sapitos, El Molino, Santa Elena, El Zapallar,  La Brea, La Aguadita, Las Cuevas, y estancias como el Letrero, Calderita, Potrerillo, La Ciénega, Las Tórtolas, Tambillos, Totorita otras.

### Población
Cuenta con 2,525 habitantes (Indec, 2010), lo que representa un descenso del 5% frente a los 2,651 habitantes (Indec, 2001) del censo anterior. Esta cifra incluye a la pequeña localidad de Santa Clara. Es el segundo centro urbano más grande del departamento, luego de su ciudad cabecera.
| Gráfica de evolución demográfica de Guandacol entre 1991 y 2010 |
|                                                                 |
| Fuente: Censos nacionales del INDEC                             |

### Hidrografía
Lo más importante lo conforman los ríos La Troya y Guandacol, los que llevan sus aguas al valle de Guandacol y se unen al Sureste al río Bermejo para luego volcar sus aguas en el cerro rajado.
El río Guandacol nace en las faldas de la sierra de la Bolsa, recorriendo 35 km hasta el valle de Guandacol, utilizando sus aguas para regadío estancias y poblaciones asentadas a la vera del mismo,  tales como Los sapitos, La senda; La Ciénega, La Carrera, Establecimiento San Bernardo, Santa Clara y Guandacol, con un caudal estimado entre 600 a 800 L/s, del que se aprovecha una mínima parte por falta de obras adecuadas.
El río La Troya tiene su origen en las alturas de la Sierra de Umango, Las Puntillas y el Leoncito, desembocando en su curso innumerables riachos conformando un enorme caudal hídrico, si tenemos en cuenta que alcanzan los 2500 l/s, uno de los más generoso de la provincia, y que beneficia al Norte a pequeños poblados, como La Peña, Punta Blanca, Las Cuevas, Chunchico, El Zapallar y La Junta, donde aumenta su caudal aún más con el Río La Brea, para encausarse luego en la Quebrada de la Troya.
Estos recursos hidráulicos de incalculable valor para el desarrollo agrícola de la provincia son desaprovechados por carencias de obras apropiadas que permitan la captación de este importante caudal de superficie, con agua de excelente potabilidad, que se distinguen en toda la zona por ser la única cuenca de agua dulce de probada calidad para la agricultura.
Guandacol a pesar de ser zona montañosa, cuenta con grandes extensiones de tierras realmente feraces y vírgenes, las que esperan ansiosas el vital elemento para producir el sustento de sus moradores.

## Historia
Este amplio valle de Guandacol estuvo poblado antiguamente por indígenas por ello a sus moradores se les llamaba "Indios Guandacol".

Por siglos fue un asentamiento indígena de los capayanes. Las zonas más pobladas eran el sur del actual pueblo de Guandacol donde hoy se le llama "Las Tamberías" también la zona de Santa Clara y el lugar denominado "Los Indios".
Sus pobladores vivían de la caza, eran agricultores se alimentaban con el producto de sus cosechas como así también de la algarroba, el chañar, etc. Su principal ocupación era la alfarería y sus cántaros y vasijas que han llegado a nuestros días son verdaderas piezas de obra de arte sobre todo por la forma de sus objetos, las pinturas indelebles que utilizaban.
Al principio del siglo XVII llegaron de Chile las monjas Clarisas al lugar donde actualmente es el pueblo de Santa Clara y cuyo nombre se debe a ese afincamiento.
Con la ayuda de los indios las monjitas construyeron algunas habitaciones formando el convento de las monjas Clarisas y cuyas ruinas aún se ven. Allí las monjitas evangelizaron y convirtieron a la religión católica a los indios de la zona conviviendo con ellos en completa paz y armonía.

La visita en el año 1607 al Valle de Guandacol de un representante del gobernador de la provincia. Don Gaspar Doncel dio cuenta de la presencia las religiosas y su convento en este alejado pueblo del oeste riojano.
Más tarde en año 1633 hubo un levantamiento de indios en el Valle de Guandacol, para sofocar este movimiento el gobierno de La Rioja mandó un ejército al mando del general Pedro Nicolás Brizuela.
Ellos junto con tropas que llegaron de San Juan para sofocar el levantamiento produjeron una verdadera masacre de indios salvándose los que pudieron huir a las montañas vecinas. Los que sobrevivieron fueron repartidos como botín de guerra entre los ejércitos de La Rioja y San Juan.
Después de algunos años el general Brizuela solicitó al gobierno de La Rioja le concediera la Merced del Valle despoblado de Guandacol por los servicios militare prestados en la represión que los indios tuvieron al levantarse en el año 1633. El gobierno accede al pedido y desde entonces los nativos y dueños de esta tierra de Guandacol fueron despojados de gran parte de sus dominios por resolución del Gobierno de aquella época pasando a manos de quienes por la fuerza y por regalías del gobierno se hicieron dueños.
Al casarse el general Brizuela con doña Mariana Doria se instituye el Vinculado de Brizuela y Doria que lo formaron Guandacol y Sañogasta.
Ya en año 1780 otro acontecimiento no menos significativo sucedió en el pueblo de Guandacol; se entroniza la imagen de San Nicolás de Bari declarado patrono del pueblo, el cura Francisco de Echenique a cargo de la parroquia de Guandacol tuvo el propósito de urbanizar y concentrar a los pobladores, intentando más tarde sustituir el nombre de Guandacol por villa de San Nicolás. La resistencia de los pobladores apoyados por el vínculo Brizuela y Doria al cambio del nombre originó un arbitraje en la cual intervino la gobernación de Córdoba quien tenía jurisdicción en la provincia de La Rioja y San Juan. La resolución fue favorable y el Pueblo de Guandacol para felicidad de todos sus habitantes conservó su nombre hasta nuestros días.
En el ex departamento General Lavalle, actualmente Coronel Felipe Varela de la provincia de La Rioja se encuentra ubicada una población de aproximadamente 4.000 habitantes, denominado históricamente Guandacol.
En el año 1881, el departamento Guandacol se extingue al ser anexado por decreto al actual departamento Felipe Varela. Actualmente, los habitantes de Guandacol buscan recuperar la autonomía arrebatada.

### Felipe Varela
La localidad de Guandacol fue sede de concentración de las tropas del coronel Felipe Varela (alias "El Quijote de los Andes"), en su lucha por el federalismo y especialmente contra el poder centralista de Bartolomé Mitre ubicado en la ciudad de Buenos Aires; también Varela había formado su hogar en esta localidad al casarse con una lugareña llamada Doña Trinidad del Castillo.

### Guandacol y el reclamo de su autonomía
El 27 de noviembre de 2007 se realizó una consulta popular para recuperar la autonomía de la localidad, respecto al departamento Coronel Felipe Varela.
Los directivos de Guandacol intentan recuperar el estatus de departamento, del que fuera despojado hace 125 años por ley provincial. Los pobladores de esta localidad riojana pidieron al gobierno provincial que devuelva a ese pueblo la categoría de departamento y advirtieron que pedirán su anexión a la vecina provincia de San Juan si no logran una audiencia con autoridades locales.[cita requerida]

## Parroquias de la Iglesia católica en Guandacol
| Diócesis       | La Rioja            |
| -------------- | ------------------- |
| Cuasiparroquia | San Nicolás de Bari |

### Sismicidad
La sismicidad de la región de La Rioja es frecuente y de intensidad baja, y un silencio sísmico de terremotos medios a graves cada 30 años en áreas aleatorias. Sus últimas expresiones se produjeron:
- 12 de abril de 1899 (126 años), a las 16.10 UTC-3 con 6,4 Richter; como en toda localidad sísmica, aún con un silencio sísmico corto, se olvida la historia de otros movimientos sísmicos regionales (terremoto de La Rioja de 1899)
- 24 de octubre de 1957 (67 años), a las 22.07 UTC-3 con 6,0 Richter (terremoto de Villa Castelli de 1957): además de la gravedad física del fenómeno se unió el olvido de la población a estos eventos recurrentes
- 28 de mayo de 2002 (23 años), a las 0.03 UTC-3, con 6,0 escala Richter (terremoto de La Rioja de 2002)[3]